# 102.ª Brigada Mixta (Ejército Popular de la República)
La 102.ª Brigada Mixta fue una unidad del Ejército Popular de la República que tomó parte en la Guerra Civil Española, combatiendo en el Frente de Aragón, la Bolsa de Bielsa y la Batalla del Ebro.

## Historial
La 102.ª Brigada Mixta fue creada en la localidad alicantina de Villena, en marzo de 1937. La base de su creación fue el 5.º Batallón de la 72.ª Brigada Mixta, y también a partir de reclutas de las quintas de 1932 a 1935.
A comienzos de junio la unidad fue enviada al frente de Huesca, donde se incorporó a la recientemente creada 43.ª División del X Cuerpo de Ejército, aunque no intervino en la ofensiva de Huesca. En agosto tomó parte en el ataque sobre Zaragoza integrada en la Agrupación «C», cruzando el río Ebro y ocupando la estación de Pina.
En marzo de 1938, tras el comienzo de la ofensiva franquista en Aragón, las fuerzas sublevadas avanzaron con rapidez sobre Barbastro, lo que forzó la retirada de la 43.ª División a los valles pirenaicos. A finales de marzo la división había quedado cercada en valle del Alto Cinca, sometida a fuertes ataques del enemigo. En lo que llegó a conocerse como la Bolsa de Bielsa, la 102.ª BM y otras unidades de la división lograron resistir durante varios meses, aislados completamente del resto de la España republicana. Hacia el 18 de mayo la 102.ª BM se hallaba cubriendo las posiciones del Valle de Gistaín. A partir del 9 junio la presión franquista consiguió una lenta retirada de las unidades republicanas y para el 17 de junio toda la división había cruzado la frontera francesa.
Tras regresar a la zona republicana, fue reorganizda en Gerona durante el mes de julio y participaría en la batalla del Ebro. Fue destinada a la Sierra de Pàndols, donde sufrió numerosos asaltos de las unidades franquistas. Tras varias semanas de continuos combates, el 30 de octubre la brigada perdió la sierra de Cavalls y pasó a la retaguardia. El 14 de noviembre cruzó el río y desde la orilla contraria cubrió el repliegue de las restantes fuerzas republicanas.
Tras los combates del Ebro en el área de Almatret y Llardecans, muy quebrantada. Cuando se inició la ofensiva franquista sobre Cataluña, hubo de hacer frente a la 13.ª División franquista. Siguió resistiendo hasta el 1 de enero de 1939, que hubo de retirarse hacia la costa. De hecho, a mediados de enero la 102.ª BM fue la última unidad republicana que defendió el puerto de Tarragona antes de salir de la ciudad ante la masiva llegada de las fuerzas marroquíes. No pudo impedir los posteriores avances del Ejército franquista y continuó retirándose hacia la frontera francesa, la cual atravesó por Portbou el 9 de febrero.

## Mandos
- Teniente coronel de Infantería Ernesto Morazo Monje;
- Comandante de Infantería Sebastián García-Peña Valencia;
- Mayor de milicias José Hernández de la Mano;